# Natriumdiwaterstoffosfaat
Natriumdiwaterstoffosfaat (NaH2PO4) is een anorganisch zout dat gebruikt wordt als een laxeermiddel en in combinatie met andere natriumfosfaten als pH-buffer. In zuivere vorm is het een witte kristallijne vaste stof die zeer goed oplosbaar is in water. De pKa bedraagt is 7,20.